# Khakasses
Cet article concerne le peuple khakasse. Pour la langue khakasse, voir Khakasse.
Les Khakasses (Тадарлар en khakasse) constituent un peuple turcophone vivant principalement en Khakassie, dans l'actuelle fédération de Russie.
Il regroupent différentes populations, les Sagay, Kacha, Koybal, Beltir (« métis ») et les Kyzyl (« rouges »).

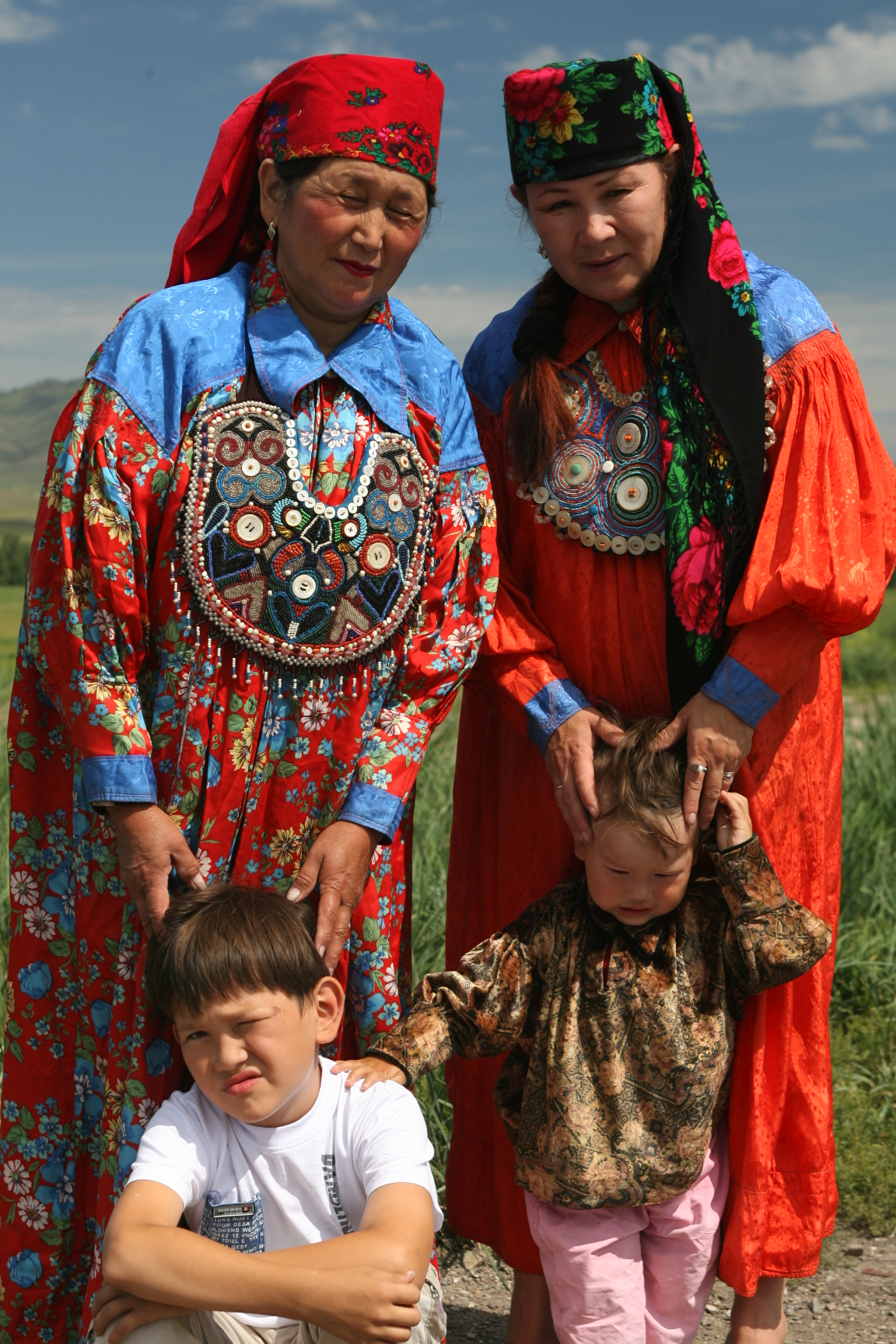
Femmes khakasses et leurs enfants